# Bernard de Girard Du Haillan
Bernard de Girard Du Haillan (* 1535; † 23. November 1610) war ein französischer Historiker und Übersetzer.

## Leben und Werk
Bernard de Girard aus Le Haillan bei Bordeaux war Schüler von Jean Dorat und Freund von François de Belleforest und Pierre Boaistuau. Er war Sekretär des späteren Königs Heinrich III. und Schützling der Familie Noailles. Er übersetzte aus dem Italienischen, vornehmlich aber Historikertexte aus dem Latein. An der Seite von Étienne Pasquier, Jean du Tillet (sieur de La Bussière) († 1570) und Claude Paradin (1512–1573) begründete er die moderne französische Geschichtsschreibung. Augustin Thierry nannte ihn den Vater der Geschichte Frankreichs.

## Werke

### Autor
- De l’estat et succez des affaires de France depuis Pharamond, premier roy des Francs, Francons ou Françoys, jusques au roy Loys unziesme. Ensemble une sommaire histoire des seigneurs, comtes & ducs d’Anjou. Paris 1570, zuletzt 1695.
- Histoire sommaire des Comtes et Ducs d’Anjou depuis Geoffroy Grisegonnelle jusque à monseigneur Henry fils & frere de Roi de France, & Duc d’Anjou, de Bourbonnois & d’Auvergne [Texte imprimé]. Par Bernard de Girard, seigneur du Haillan, secretaire de mondit seigneur. Paris 1571.
- L’Histoire de France. Paris 1576, 1585.
  - Histoire générale des roys de France. Contenant les choses mémorables advenues tant au royaume de France qu’ès provinces estrangères sous la domination des François. Escrite par Bernard de Girard, seigneur Du Haillan,... et depuis continuée des escripts de plusieurs autheurs. 2 Bde. A Paris, chez Claude Sonnius, ruë Sainct Jacques à l’enseigne de la Navire d’or. 1627.

### Übersetzer
- Lodovico Domenichi (1515–1564): Facecies, et motz subtilz, d’aucuns excellens espritz et tresnobles seigneurs. Lyon 1559.
- Eutropius: L’Histoire romaine d’Eutropius, comprenant tout ce qui s’est fait tant en paix qu’en guerre depuis le commencement de Rome jusqu’à l’an MCXIX de la dicte ville. Paris 1560. (Breviarium ab urbe condita)
- Cornelius Nepos: Les Vies des plus grands, plus vertueux et excellents capitaines et personnages grecs et barbares. Paris 1568.
- Plutarch Recueil d’advis et conseils sur les affaires d’Estat tiré des Vies de Plutarque. Paris 1578.